# Registo Nacional das Organizações não Governamentais de Ambiente e Equiparadas

Mapa de Portugal mostrando a localização das sedes das ONGAs

O Registo Nacional das Organizações não Governamentais de Ambiente e Equiparadas portuguesas é mantido pela Agência Portuguesa do Ambiente, e publicado anualmente em Diário da República. O seu estatuto foi regulado pela portaria n.º 478/99 de 29 de Junho, alterada pela Portaria n.º 71/2003, de 20 de Janeiro, e pela Portaria n.º 771/2009 de 20 de Julho.

## Obtenção de registo
A actual lei que regula as ONGA's data de 1998, e substitui legislação de 1987.
Para se ser considerada uma ONGA, uma entidade deve ser uma associação; estar constituída legalmente; não ter fins lucrativos; e visar exclusivamente "a defesa e valorização do ambiente ou do património natural e construído, bem como a conservação da Natureza".
Para ser equiparada a ONGA, uma entidade deve ser uma associação sem fins partidários, sindicais ou lucrativos; e ter como área de intervenção principal “o ambiente, o património natural e construído ou a conservação da Natureza”.

### Representatividade
As ONGA podem ter para efeitos de representatividade junto da administração, o seguinte âmbito se cumprirem as seguintes condições:
| Âmbito     | Associados | Actividades regulares                                          |
| ---------- | ---------- | -------------------------------------------------------------- |
| Nacional   | 2.000      | De interesse nacional ou em todo o território nacional         |
| Regional   | 400        | De interesse ou alcance geográfico supramunicipal              |
| Local      | 100        | De interesse ou alcance geográfico municipal ou inframunicipal |
| Sem âmbito | —          | Todas as ONGA que não preencham os requisitos anteriores       |

## Vantagens
O estatuto de ONGA ou equiparada permite diversas vantagens:
- as associações com actividade e registo durante cinco anos podem solicitar estatuto de utilidade pública;
- têm estatuto de parceiro social no âmbito em que estejam reconhecidas: nacional, regional ou local;
- têm direito de consulta e informação sobre documentos ou decisões administrativas com incidência no ambiente;
- podem candidatar-se a apoios financeiros junto do Instituto do Ambiente.

## Associações inscritas
Em Março de 2008 o Registo contava 120 associações.
| N.º de registo | Âmbito     | Associação                                                                                             | Sede (Município)            |
| -------------- | ---------- | --- | --------------------------- |
| 1 / L          | Local      | ACAB – Associação Cultural Azurara da Beira                                                            | Mangualde                   |
| 2 / L          | Local      | Grupo de Amigos de Montemor-o-Novo                                                                     | Montemor-o-Novo             |
| 3 / E          | Equiparada | GAAC – Grupo de Arqueologia e Arte do Centro                                                           | Coimbra                     |
| 4 / L          | Local      | ADPM – Associação para Estudo e Defesa Património Natural e Cultural do Concelho de Mértola            | Mértola                     |
| 5 / E          | Equiparada | CNE – Corpo Nacional de Escutas                                                                        | Lisboa                      |
| 6/L            | Local      | NDMALO-GE-Núcleo de Defesa do Meio Ambiente de Lordelo do Ouro-Grupo Ecológico                         | Porto                       |
| 7 / R          | Regional   | ADEP – Associação de Estudos e Defesa do Património Histórico e Cultural de Castelo de Paiva           | Castelo de Paiva            |
| 8 / E          | Equiparada | ANATA – Associação dos Naturais de Águeda                                                              | Águeda                      |
| 10 / N         | Nacional   | Quercus – Associação Nacional de Conservação da Natureza                                               | Lisboa                      |
| 11 / SA        | Sem âmbito | Sociedade Portuguesa de Espeleologia                                                                   | Lisboa                      |
| 12 / N         | Nacional   | LPN – Liga para a Protecção da Natureza                                                                | Lisboa                      |
| 13 / N         | Nacional   | GEOTA – Grupo de Estudos de Ordenamento do Território e Ambiente                                       | Lisboa                      |
| 14 / R         | Regional   | Associação Ecológica Amigos dos Açores                                                                 | Ribeira Grande              |
| 16 / R         | Regional   | Clube de Montanhismo da Arrábida                                                                       | Setúbal                     |
| 19 / N         | Nacional   | Federação Portuguesa de Cicloturismo e Utilizadores de Bicicleta                                       | Lisboa                      |
| 20 / N         | Nacional   | Agrobio – Associação Portuguesa de Agricultura Biológica                                               | Lisboa                      |
| 22 / N         | Nacional   | Liga Portuguesa dos Direitos do Animal                                                                 | Cascais                     |
| 23 / R         | Regional   | Almargem – Associação de Defesa do Património Cultural e Ambiental                                     | Loulé                       |
| 24 / L         | Local      | PATO – Associação de Defesa do Paul de Tornada                                                         | Caldas da Rainha            |
| 25 / E         | Equiparada | AFURNA – Associação dos Antigos Habitantes de Vilarinho da Furna                                       | Terras de Bouro             |
| 26 / R         | Regional   | Instituto Zoófilo Quinta Carbone                                                                       | Sintra                      |
| 27 / L         | Local      | Corema – Associação de Defesa do Património                                                            | Caminha                     |
| 28 / E         | Equiparada | NUCEARTES – Núcleo de Estudos e Artes do Vale do Âncora                                                | Caminha                     |
| 29 / SA        | Sem âmbito | APRH – Associação Portuguesa de Recursos Hídricos                                                      | Lisboa                      |
| 32 / L         | Local      | Associação de Protecção da Natureza do Concelho de Trancoso                                            | Trancoso                    |
| 33 / L         | Local      | Associação de Defesa do Património Arouquense                                                          | Arouca                      |
| 34 / E         | Equiparada | LACAM – Liga dos Amigos dos Campos do Mondego                                                          | Montemor-o-Velho            |
| 35 / R         | Regional   | CLAPA – Comissão de Luta Anti-Poluição do Alviela                                                      | Santarém                    |
| 36 / R         | Regional   | Associação de Estudos do Alto Tejo – Núcleo Regional de Investigação Arqueológica                      | Vila Velha de Ródão         |
| 38 / L         | Local      | Associação de Defesa do Património de Sintra                                                           | Sintra                      |
| 39 / SA        | Sem âmbito | Clube Bio-Ecológico Amigos da Vida Selvagem                                                            | Alcanena                    |
| 40 / R         | Regional   | OIKOS – Associação de Defesa do Ambiente e do Património da Região de Leiria                           | Leiria                      |
| 41 / SA        | Sem âmbito | URBE – Núcleos Urbanos de Pesquisa e Intervenção                                                       | Lisboa                      |
| 42 / L         | Local      | Associação de Defesa da Praia da Madalena                                                              | Vila Nova de Gaia           |
| 44 / E         | Equiparada | APVGN – Associação Portuguesa de Guardas e Vigilantes da Natureza                                      | Coruche                     |
| 46 / N         | Nacional   | Amigos do Mar – Associação Cívica para a Defesa do Mar                                                 | Viana do Castelo            |
| 47 / E         | Equiparada | APEA – Associação Portuguesa de Engenheiros do Ambiente                                                | Lisboa                      |
| 49 / SA        | Sem âmbito | Azorica – Associação de Defesa do Ambiente                                                             | Horta                       |
| 51 / R         | Regional   | CEAI – Centro de Estudos da Avifauna Ibérica                                                           | Évora                       |
| 52 / L         | Local      | Associação dos Amigos do Mindelo para a Defesa do Ambiente                                             | Vila do Conde               |
| 53 / SA        | Sem âmbito | A Rocha – Associação Cristã de Estudos e Defesa do Ambiente                                            | Portimão                    |
| 55 / SA        | Sem âmbito | Grupo Lobo – Associação para a Conservação do Lobo e do Seu Ecossistema                                | Lisboa                      |
| 56 / R         | Regional   | Água Triangular – Associação dos Ambientalistas da Bacia Hidrográfica do Rio Vouga                     | Aveiro                      |
| 59 / SA        | Sem âmbito | AESDA – Associação de Estudos Subterrâneos e Defesa do Ambiente                                        | Torres Vedras               |
| 61 / SA        | Sem âmbito | ASPEA – Associação Portuguesa de Educação Ambiental                                                    | Lisboa                      |
| 62 / R         | Regional   | Os Montanheiros – Sociedade de Exploração Espeleológica                                                | Angra do Heroísmo           |
| 63 / L         | Local      | APAM – Associação Protectora Amigos do Maçãs                                                           | Bragança                    |
| 64 / E         | Equiparada | Liga Portuguesa de Profilaxia Social                                                                   | Porto                       |
| 65 / E         | Equiparada | AMQC – Associação de Moradores da Quinta da Carreira                                                   | Cascais                     |
| 66 / SA        | Sem âmbito | APEMETA – Associação Portuguesa de Empresas de Tecnologias Ambientais                                  | Lisboa                      |
| 67 / SA        | Sem âmbito | Planeta Verde – Associação para a Protecção e Defesa da Floresta                                       | Lisboa                      |
| 70 / N         | Nacional   | LAC – Liga de Amigos de Conímbriga                                                                     | Condeixa-a-Nova             |
| 72 / E         | Equiparada | ADEPA – Associação para a Defesa e Valorização do Património Cultural da Região de Alcobaça            | Alcobaça                    |
| 74 / SA        | Sem âmbito | ABAE – Associação Bandeira Azul da Europa                                                              | Lisboa                      |
| 76 / L         | Local      | Centro de Arqueologia de Almada                                                                        | Almada                      |
| 77 / SA        | Sem âmbito | Clube de Actividades de Ar Livre                                                                       | Lisboa                      |
| 79 / L         | Local      | Núcleo Cicloturista de Sesimbra – Associação de Defesa do Ambiente                                     | Sesimbra                    |
| 81 / R         | Regional   | Onda Verde – Associação Juvenil de Ambiente e Aventura                                                 | Vila Nova de Gaia           |
| 82 / E         | Equiparada | Centro Português de Actividades Subaquáticas                                                           | Lisboa                      |
| 83 / SA        | Sem âmbito | SPECO – Sociedade Portuguesa de Ecologia                                                               | Lisboa                      |
| 85 / L         | Local      | Associação de Jovens Ambientalistas de Queluz – Grupo de Cicloturismo Kid Carcaça                      | Sintra                      |
| 88 / E         | Equiparada | LAIA – Associação de Defesa da Ilha de Armona                                                          | Olhão                       |
| 89 / SA        | Sem âmbito | Senhores Bichinhos – Associação de Protecção aos Animais                                               | Vila Nova de Gaia           |
| 91 / SA        | Sem âmbito | MOLIMA – Movimento para a Defesa do Rio Lima                                                           | Ponte de Lima               |
| 92 / SA        | Sem âmbito | Projecto Palhota Viva – Associação de Defesa do Ambiente                                               | Cartaxo                     |
| 94 / R         | Regional   | Gê-Questa – Associação de Defesa do Ambiente                                                           | Angra do Heroísmo           |
| 95 / E         | Equiparada | Olho Vivo – Associação para a Defesa do Património, Ambiente e Direitos Humanos                        | Sintra                      |
| 96 / SA        | Sem âmbito | Real 21 – Associação de Defesa do Rio Real                                                             | Bombarral                   |
| 98 / L         | Local      | Movimento Ecológico Baden Powell                                                                       | Santo Tirso                 |
| 99 / L         | Local      | Associação dos Amigos do Parque Ecológico do Funchal                                                   | Funchal                     |
| 10 / SA        | Sem âmbito | ADABATA – Associação para a Defesa do Ambiente no Baixo Tâmega                                         | Amarante                    |
| 11 / E         | Equiparada | Sirgo – Associação Cultural e de Defesa do Património de Sendim                                        | Felgueiras                  |
| 12 / L         | Local      | Associação de Defesa do Ambiente do Lavradio                                                           | Barreiro                    |
| 14 / L         | Local      | ALAMBI – Associação para o Estudo e Defesa do Ambiente do Concelho de Alenquer                         | Alenquer                    |
| 17 / R         | Regional   | ONGA-Tejo                                                                                              | Golegã                      |
| 18 / SA        | Sem âmbito | SPEA – Sociedade Portuguesa para o Estudo das Aves                                                     | Lisboa                      |
| 110 / N        | Nacional   | CPADA – Confederação Portuguesa das Associações de Defesa do Ambiente                                  | Almada                      |
| 115 / L        | Local      | URTIARDA – Clube de Ambiente e Património Arda e Urtigosa                                              | Arouca                      |
| 118 / E        | Equiparada | Marca – Associação de Desenvolvimento Local de Montemor-o-Novo                                         | Montemor-o-Novo             |
| 119 / E        | Equiparada | Associação de Defesa do Património Cultural e Natural de Soure                                         | Soure                       |
| 120 / E        | Equiparada | FORESTIS – Associação Florestal de Portugal                                                            | Porto                       |
| 126 / L        | Local      | A Nossa Terra – Associação Ambiental                                                                   | Monchique                   |
| 127 / E        | Equiparada | ARMERIA – Movimento Ambientalista de Peniche                                                           | Peniche                     |
| 128 / E        | Equiparada | EURONATURA                                                                                             | Lisboa                      |
| 129 / SA       | Sem âmbito | Grupo Ecológico de Cascais                                                                             | Cascais                     |
| 130 / L        | Local      | Adapta – Associação para a Defesa do Ambiente e do Património na Região da Trofa                       | Trofa                       |
| 131 / N        | Nacional   | Fundo para a Protecção dos Animais Selvagens – FAPAS                                                   | Porto                       |
| 132 / N        | Nacional   | Associação Portuguesa dos Amigos dos Castelos – APAC                                                   | Oeiras                      |
| 133 / SA       | Sem âmbito | Campo Aberto – Associação de Defesa do Ambiente                                                        | Porto                       |
| 134 / E        | Equiparada | AFLOPS – Associação de Produtores Florestais de Setúbal                                                | Setúbal                     |
| 135 / L        | Local      | Grupo Flamingo – Associação de Defesa do Ambiente                                                      | Seixal                      |
| 137 / L        | Local      | LASA – Liga dos Amigos de Setúbal e Azeitão                                                            | Setúbal                     |
| 139 / E        | Equiparada | Azimute – Associação de Desportos de Aventura, Juventude e Ambiente                                    | Bragança                    |
| 140 / L        | Local      | ADACE – Associação de Defesa do Ambiente de Cacia e Esgueira                                           | Aveiro                      |
| 141 / L        | Local      | URZE – Associação Florestal da Encosta da Serra da Estrela                                             | Gouveia                     |
| 142 / E        | Equiparada | PALOMBAR – Associação de Proprietários de Pombais Tradicionais do Nordeste                             | Miranda do Douro            |
| 143 / L        | Local      | NATURSOR – Associação Ambiental do Alto Alentejo                                                       | Ponte de Sôr                |
| 144 / E        | Equiparada | Vento Norte – Associação de Defesa do Ambiente e Ocupação dos tempos Livres                            | Vila Nova de Famalicão      |
| 145 / R        | Regional   | GAIA — Grupo de Acção e Intervenção Ambiental                                                          | Almada                      |
| 146 / E        | Equiparada | Terras Dentro – Associação para o Desenvolvimento Integrado de Microrregiões Rurais                    | Viana do Alentejo           |
| 147 / SA       | Sem âmbito | Tagis – Centro de Conservação das Borboletas de Portugal                                               | Lisboa                      |
| 148 / E        | Equiparada | AFLOBEI – Associação de Produtores Florestais da Beira Interior                                        | Castelo Branco              |
| 149 / E        | Equiparada | AMBEX – Associação dos Moradores e Amigos das Freguesias de S. Francisco Xavier e Santa Maria de Belém | Lisboa                      |
| 150 / E        | Equiparada | ADAPENHA – Associação dos Amigos da Penha                                                              | Ponte da Barca              |
| 151 / E        | Equiparada | ALDEIA – Acção, Liberdade, Desenvolvimento, Educação, Investigação, Ambiente                           | Miranda do Douro            |
| 152 / E        | Equiparada | Transumância e Natureza – Associação                                                                   | Figueira de Castelo Rodrigo |
| 153 / L        | Local      | APASADO – Associação de Protecção Ambiental do Sado                                                    | Alcácer do Sal              |
| 155 / SA       | Sem âmbito | Movimento Pró-Informação para a Cidadania e Ambiente                                                   | Cadaval                     |
| 156 / L        | Local      | Associação dos Amigos do Tejo                                                                          | Vila Franca de Xira         |
| 157 / L        | Local      | Associação de Desenvolvimento da Serra da Gardunha                                                     | Fundão                      |
| 158 / R        | Regional   | AEPGA – Associação para o Estudo e Protecção do Gado Asinino                                           | Miranda do Douro            |
| 159 / E        | Equiparada | Cedrus – Associação de Produtores Florestais de Viseu                                                  | Viseu                       |
| 160 / E        | Equiparada | APAMB – Associação Portuguesa de Inspecção e Prevenção Ambiental                                       | Setúbal                     |
| 161 / E        | Equiparada | AGRIARBOL – Associação dos Produtores Agro-Florestais da Terra Quente                                  | Macedo de Cavaleiros        |
| 162 / L        | Local      | Associação Cívica dos Moradores de Alfornelos                                                          | Amadora                     |
| 163 / E        | Equiparada | Associação Internacional de Investigadores de Educação Ambiental                                       | Aveiro                      |
| 164 / L        | Local      | Erva Prata – Associação para a Valorização do Património Natural e Cultural das Arribas do Douro       | Figueira de Castelo Rodrigo |
| 165 / SA       | Sem âmbito | Felis Silvestris – Associação para a Conservação do Gato-Bravo                                         | Évora                       |
| 166 / E        | Equiparada | APAFDR – Associação Portuguesa de Agricultura, Floresta e Desenvolvimento Rural                        | Viana do Castelo            |
| 167 / L        | Local      | Vertigem – Associação para a Promoção do Património                                                    | Porto de Mós                |
| 235 / L        | Local      | Lourambi – Associação para a Defesa do Ambiente do Concelho da Lourinhã                                | Lourinhã                    |